# Relaciones Grecia-Imperio otomano
Las relaciones entre Grecia y el Imperio otomano se refieren a las relaciones diplomáticas formales entre el Reino de Grecia, independizado el 30 de agosto de 1832 en la Conferencia de Londres y el Sublime Estado Otomano, el Estado del que formaron parte antes de esa independencia, hasta su abolición el 1 de noviembre de 1922.
La independencia griega no fue un proceso rápido, teniendo una década de conflictos entre el Imperio otomano y el primer ente griego independiente en 1822, la Administración Provisional de Grecia (Estado Helénico desde 1827). Para 1832, con la guerra de Independencia de Grecia dejada atrás con el protocolo de Londres, en los que Reino Unido, Francia y en especial el Imperio ruso (que se había enfrentado militarmente a los otomanos por otro asunto) habían obligado a los otomanos a reconocer a Grecia como un estado tributario suyo. El asesinato por los maniotas de Ioannis Kapodistrias precipitó la conversión del Estado Helénico en el Reino de Grecia con un nuevo valedor de su independencia, Baviera, que consiguió poner un príncipe suyo en el trono griego, Otón de Wittelsbach.
A finales de la década de 1830, el Imperio tomano reconoció al reino griego y en 1840 nombró a un embajador en Atenas, el griego otomano Konstantinos Mousouros. Las relaciones se mantendrían, con ciertas interrupciones y crisis diplomáticas como la de 1854, hasta la partición del Imperio otomano, dándose a partir de ese momento las relaciones entre Grecia y Turquía.

## Evolución de las relaciones

### Sin reconocimiento otomano
Inicialmente, el Sublime Estado Otomano fue reacio a reconocer oficialmente al Reino de Grecia, para ellos un territorio insurrecto propio. Finalmente, a finales de la década de 1830, con Grecia totalmente independizada y reconocida internacionalmente, acabaron reconociendo al estado y en 1840 nombraron a su primer embajador en Atenas, el griego otomano Konstantinos Mousouros.

### Inicio de las relaciones: Tensiones y rupturas
Las relaciones bilaterales fueron por lo general bastante tensas, dándose una primera interrupción de ellas apenas 14 años después del establecimiento del embajador, en 1854, cuando los otomanos expulsaron a todos los diplomáticos griegos después de que el gobierno de éstos apoyase implícitamente los movimientos revolucionarios griegos en Creta, Chipre y, en concreto en ese año, la rebelión macedonia aprovechando que los otomanos se encontraban inmersos en la Guerra de Crimea.
Esta política de Grecia respondía a la Gran Idea, un postulado del primer panhelenismo por lo que el nuevo estado griego esperaba recuperar territorialmente gran parte del dominio occidental del antiguo imperio bizantino basándose en que era territorio habitado por griegos étnicos. A su vez, los otomanos estaban afectados por la Cuestión Oriental, comenzada justamente tras la independencia griega, por la que las grandes potencias europeas catalogaban al Imperio otomano del hombre enfermo de Europa y empezaban a confabular cómo tratar los irredentismos de los pueblos, naciones y estados resultantes de la posible desaparición de este Imperio.

### Apoyo griego a revueltas y guerras contra los otomanos

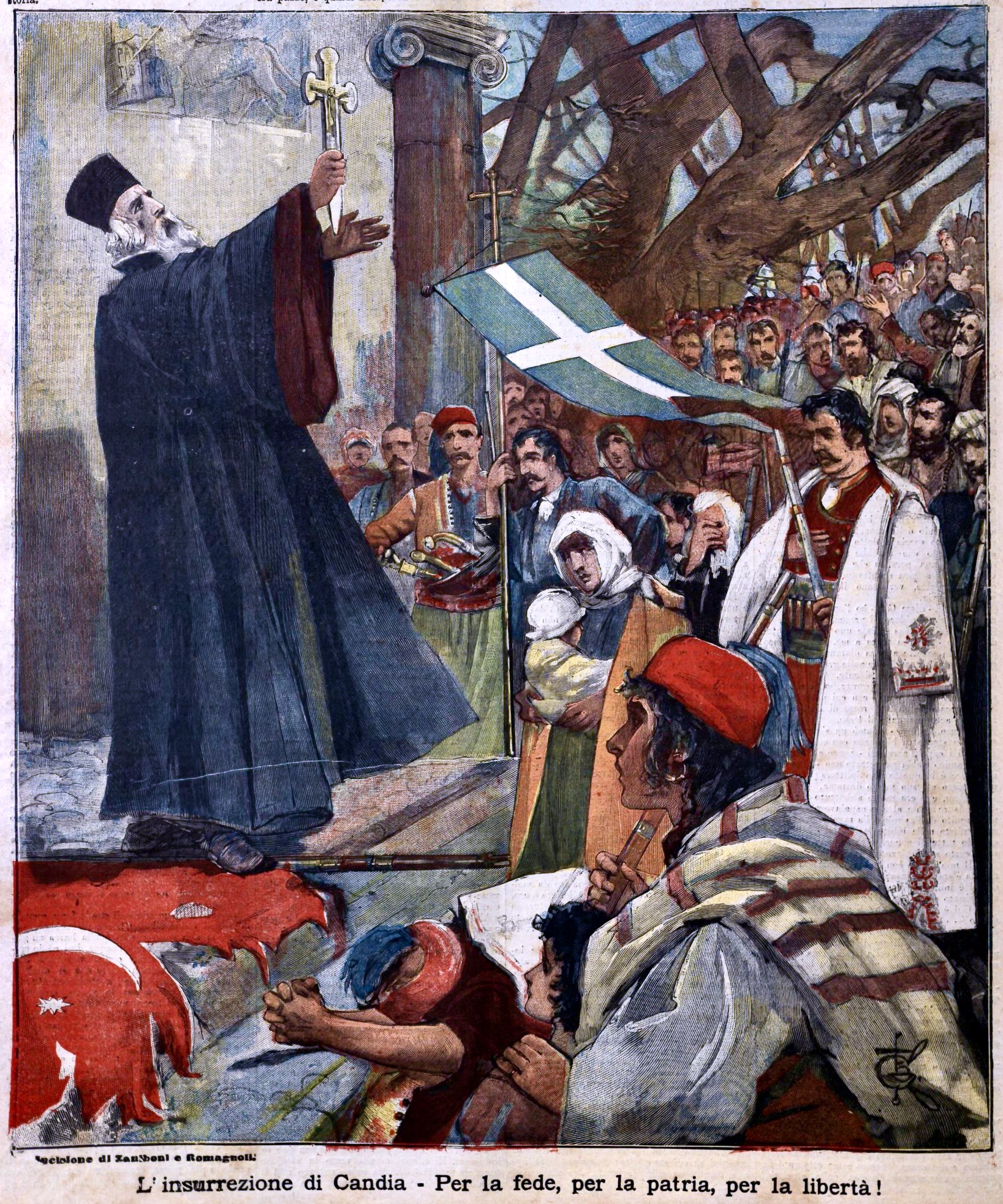
Un sacerdote bendiciendo a los rebeldes cretenses en 1897. La inscripción dice L'insurrezione di Candia - per la fede, per la patria, per la libertà!. La Tribuna illustrata N.º 10.

En los siguientes años, Grecia apoyaría explícitamente a las poblaciones griegas de territorios otomanos anexos a su propio país, esperando sumar los mismos a sus fronteras.
Durante la Guerra ruso-turca (1877-1878), Grecia quiso tomar parte en la misma con el fin de expandir directamente sus fronteras. Si bien no pudo participar en la misma, el Congreso de Berlín le adjudicó partes de Tesalia y Epiro que hasta entonces no dominaba. Además, el resultado de la guerra precipitó las revoluciones en Macedonia y Epiro.
Las numerosas revueltas en Creta acabaron desembocando en la guerra de los Treinta Días entre Grecia y el Imperio otomano que, si bien fue perdida por los griegos, consiguieron que los otomanos confiriesen mayor autonomía a la isla de mayoría griega, que al año siguiente, 1898, estableció de facto el Estado de Creta, que sobreviviría hasta 1913, cuando se unió a Grecia.
En 1912, tras la derrota otomana en la guerra ítalo-turca, Grecia se unió a la Liga Balcánica que pronto comenzó la primera guerra de los Balcanes, en las que Grecia pudo ocupar la mayoría de las islas del Egeo y ampliar sus fronteras hacia el Norte, dejando de tener frontera con los otomanos para llegar a tenerla con Serbia y Bulgaria.
Al año siguiente, en 1913, estalló la segunda guerra de los Balcanes en la que el Reino de Bulgaria, no conforme con el territorio obtenido en el Tratado de Londres, intentó tomar por la fuerza territorios adjudicados a sus aliados de la Liga Balcánica, lo que provocó que Grecia y el Imperio otomano luchasen en el mismo bando contra los búlgaros cuando en la segunda semana de combates los otomanos se metieron al conflicto y recuperaron Rodosto.
Para agosto se firmó el Tratado de Bucarest, que reconocía las nuevas fronteras en la península balcánica, provocando que el Reino griego y el Imperio otomano dejasen de tener una frontera terrestre. Grecia, aunque insatisfecha por no poder ocupar toda la costa europea del Egeo (Bulgaria mantenía una salida a este mar), había crecido de los 64 790 km² antes de la guerra a los 108 610 km² tras ella, con el extra de ser territorio plenamente reconocido internacionalmente y ampliar su población de 2,6 a 4,3 millones de personas. El Imperio otomano por su parte, perdía prácticamente toda su presencia en Europa, que quedaba relegada al saliente de Tracia Oriental. Estos sucesos acuciaron aún más las reformas promovidas por los Jóvenes Turcos y a su vez precipitaron la alineación de los otomanos con las Potencias Centrales.

### Relaciones en la Primera Guerra Mundial
El comienzo de la Primera Guerra Mundial produjo en Grecia el Cisma nacional, donde las autoridades reales querían apoyar a las Potencias Centrales, mientras que el gobierno de defensa nacional quería hacer lo mismo con los Aliados. Tras las Vísperas Griegas, el Gobierno provisional de Defensa Nacional obligó a abdicar a Constantino I y exiliarse junto al príncipe heredero Jorge, llegando al trono Alejandro I, segundo hijo de Constantino, que metió a Grecia en la guerra del bando de los Aliados, siendo especialmente de ayuda en el Frente macedonio. Con la victoria aliada en la guerra, Grecia recibió Tracia Occidental (de Bulgaria), Tracia Oriental y zonas costeras de Esmirna (del Imperio otomano).

### Fin de la Primera Guerra Mundial y colapso del Imperio otomano
No satisfechos con las ganancias y creyendo al Imperio otomano un enemigo ya derrotado, los griegos iniciaron la guerra de Asia Menor, consiguiendo con ello perder sus ganancias en Esmirna y, según apuntan algunos historiadores como Toynbee, ayudó al establecimiento del Movimiento Nacional Turco, al ver la población turca esta guerra como una guerra para salvaguardar su tierra natal (Anatolia) de una invasión foránea.
La derrota frente a los otomanos provocó en Grecia un golpe de Estado en septiembre de 1922 que modificó el gobierno heleno que representaría al país en Lausana (Suiza).
Entre 1922 y 1923, el parlamento otomano abolió el Sultanato otomano, finalizando el Imperio otomano y creando la República de Turquía, reconocida internacionalmente por el Tratado de Lausana del 24 de julio de 1923. Desde ese mismo día, Grecia reconocía a la nueva Turquía comenzando las relaciones entre Grecia y Turquía.